# Pygora rufoplagiata
Pygora rufoplagiata är en skalbaggsart som beskrevs av John Obadiah Westwood 1879. Pygora rufoplagiata ingår i släktet Pygora och familjen Cetoniidae. Inga underarter finns listade i Catalogue of Life.